# Georges Baklanoff

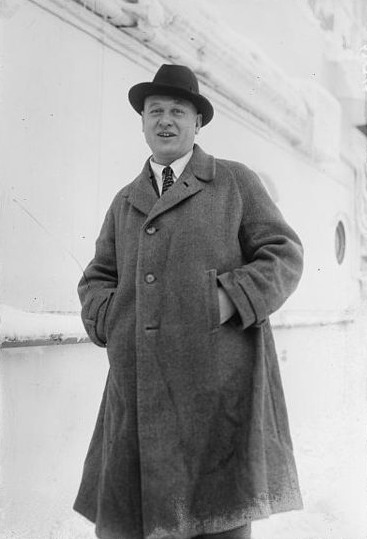
Georges Baklanoff

Georges Baklanoff (russisch Георгий Андреевич Бакланов Georgi Andrejewitsch Baklanow; ursprünglich: Alfons-Georg Bakkis; * 23. Dezember 1880jul. / 4. Januar 1881greg. in Riga, Russisches Kaiserreich; † 6. Dezember 1938 in Basel) war ein russischer Opernsänger (Bariton).

## Leben
Georges Baklanoffs Familie stammte aus Lettland, sein ursprünglicher Name war Alfons-Georg Bakkis. Baklanoff wurde früh Vollwaise. Ab 1892 wurde er in Kiew erzogen. Sein Jurastudium in Kiew und St. Petersburg konnte er nicht abschließen, weil sein Vormund sein Vermögen veruntreute, Selbstmord beging und ihn mittellos zurückließ. Bei Ippolit Prjanischnikow erhielt er zwei Jahre lang eine Ausbildung zum Sänger, für die er nicht bezahlen musste. Ab 1902 konnte Baklanoff seine Gesangsausbildung in Mailand bei Vittorio Vanzo vervollständigen. 1903 debütierte er an der Oper in Kiew mit der Titelrolle in Rubinsteins Dämon. Von 1905 bis 1907 war er an der Kaiserlichen Oper in Moskau engagiert, wo er in den Uraufführungen von Rachmaninoffs Geizigem Ritter und Francesca da Rimini auftrat, danach wechselte er an die Hofoper in St. Petersburg und trat unter anderem in der Premiere von Nikolai Andrejewitsch Rimski-Korsakows Die Legende von der unsichtbaren Stadt Kitesch und von der Jungfrau Fewronija auf. 1910 war er in der Covent Garden Oper in London zu hören. Er sang dort den Rigoletto und den Scarpia in Tosca. Als Rigoletto trat er im selben Jahr auch an der Metropolitan Opera in New York City auf; außerdem gab er ab 1910 zahlreiche Gastspiele in Europa und Amerika. Darunter war auch ein Auftritt in der Uraufführung von I Mori di Valenza aus dem Nachlass von Ponchielli. Von 1912 bis 1916 gehörte er dem Ensemble der Wiener Hofoper an; 1917 bis 1928 war er an der Oper von Chicago engagiert, ab 1926 trat er jedoch vermehrt auch wieder in Europa auf. 1932 verlegte er seinen Wohnsitz in die Schweiz.
Von Baklanoff sind zahlreiche Schallplattenaufnahmen überliefert; die erste entstand 1907 in St. Petersburg bei G&T und wurde auch von Zonophone veröffentlicht. Es folgten weitere akustische Aufnahmen bei HMV, Columbia, Artistophon und Vox sowie elektrische Aufnahmen bei Parlophon.
Zeitweise war er mit der Sopranistin Lidija Lipkowskaja (1884–1958) verheiratet. In in zweiter Ehe bis zu seinem Tod war er mit der Schauspielerin Anna Baklanoff (geb. Gebhard) verheiratet, mit welcher er eine Tochter (Aglavaine) hatte.
Sein Archivbestand wurde 1952 dem Schweizer Staat von seiner Witwe geschenkt. Die Schweizerische Gesellschaft für Theaterkultur wurde als zuständig für die Aufbewahrung dieses Bestandes designiert.

## Archiv
- "Bestand Georges Baklanoff", Signatur A-1603, Stiftung SAPA, Schweizer Archiv der Darstellenden Künste.